# عباس بور خسرواني
عباس بور خسرواني (30 يناير 1987 سيرجان إيران - ) هو لاعب كرة قدم إيراني، يلعب كمهاجم، لعب 136 مباراة وسجل 36 هدف.

## مسيرته

### مسيرته مع الأندية
- 2007 - 2009 لعب مع نادي غل غهر سيرجان 52 مباراة سجل خلالها 23 هدف.
- 2009 - 2012 لعب مع نادي شاهين بوشهر 60 مباراة سجل خلالها 11 هدف.
- 2012 - 2013 لعب مع نادي فولاد خوزستان 24 مباراة سجل خلالها هدفين.